# Ziehstein

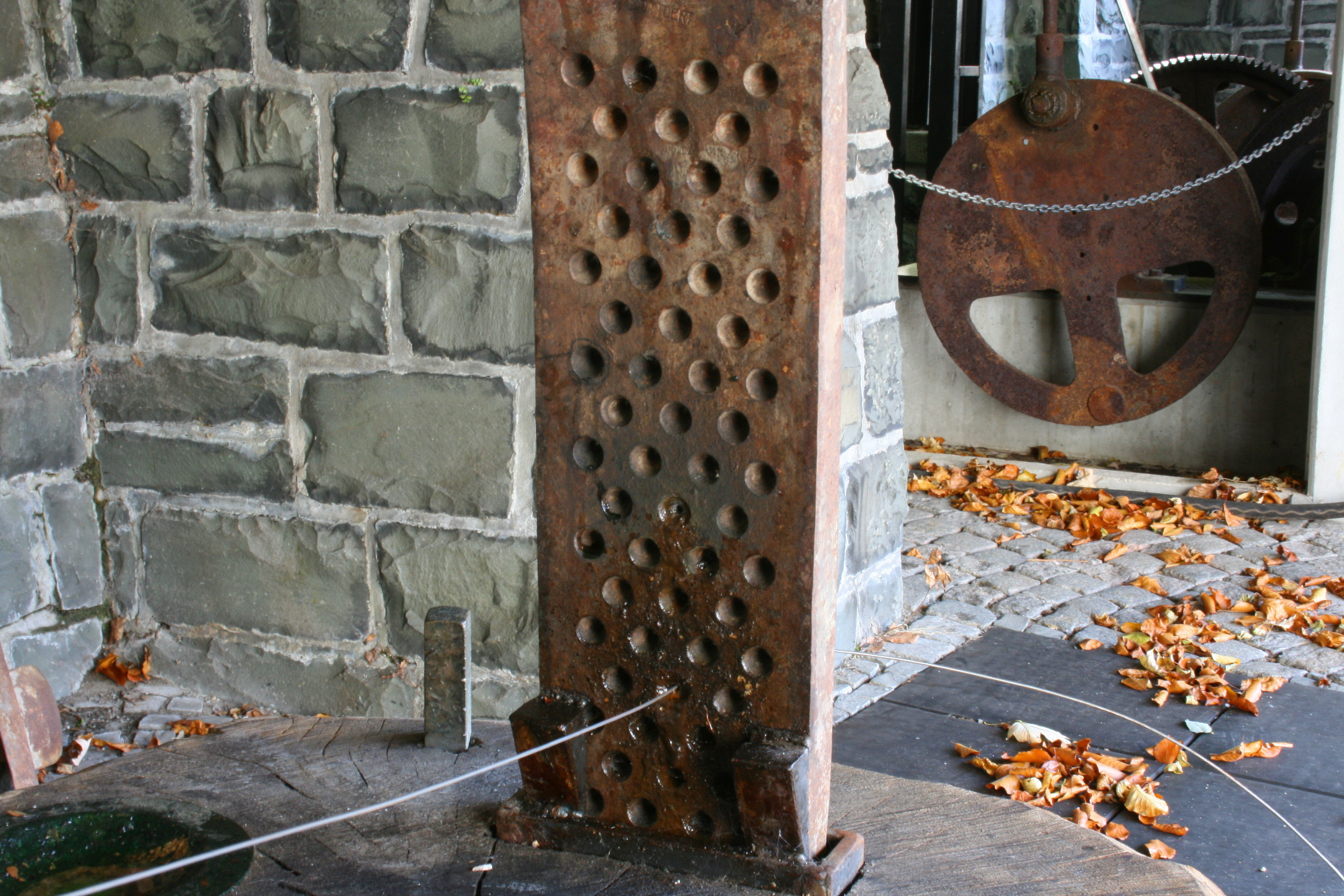
Ziehstein im Deutschen Drahtmuseum

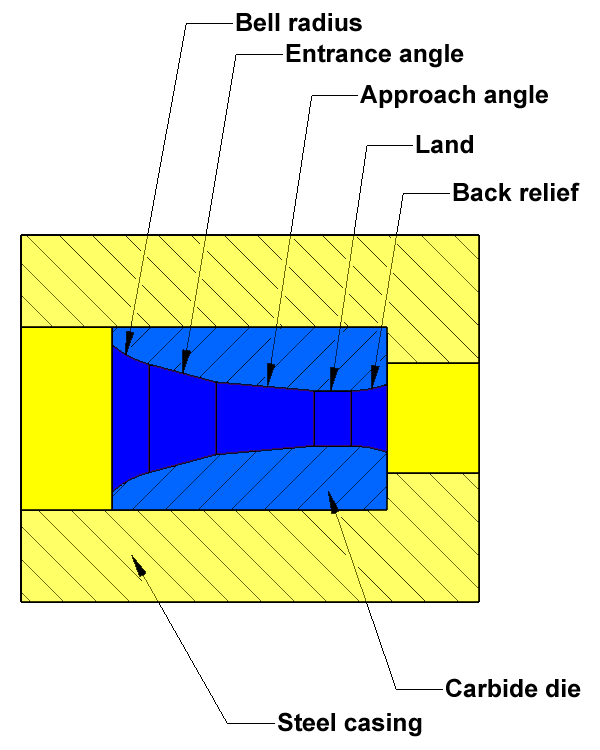
Ziehstein Schema

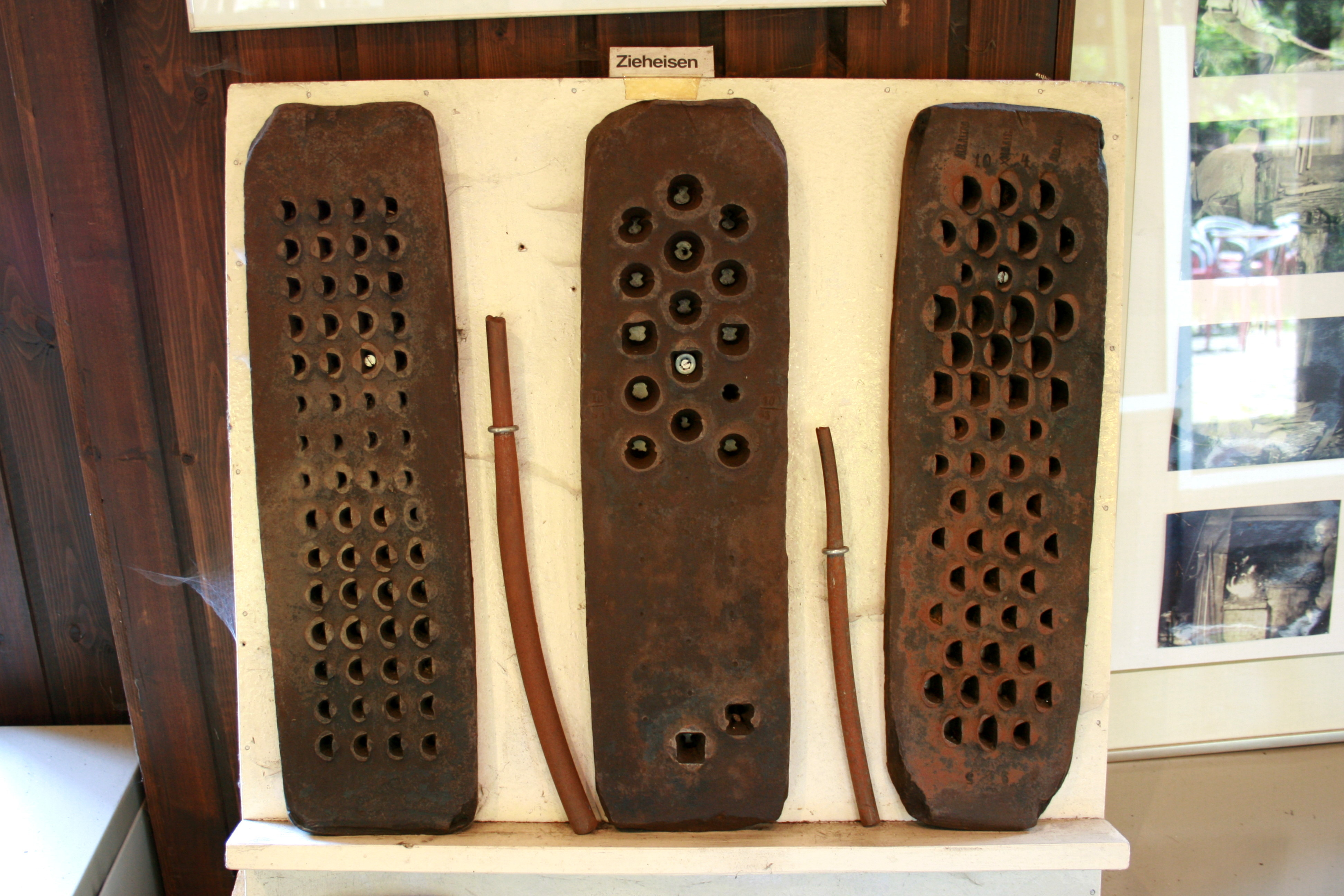
Ziehsteine im Bremecker Hammer

Ein Ziehstein oder Ziehhol ist ein Werkzeug der Umformtechnik, eingesetzt in einer Drahtzieherei oder sonstiger Fertigung, bei der Langmaterial hergestellt wird. 
Der Ziehstein ist ein Einsatz mit einer Öffnung, durch die Material, zumeist Metall, hindurchgezogen wird und dieses dadurch die Form der Öffnung des Ziehsteins annimmt (Umformung). Das Material wird dabei in der Regel gleichzeitig länger und dünner.
Häufigste gezogene Produkte sind Drähte und Rohre. Drahtziehsteine wurden früher aus gehärtetem Stahl, heutzutage aus einer Edelstahlfassung mit einem eingearbeiteten Teil aus Diamant (Naturdiamant bzw. synthetischem monokristallinen (SCD) oder polykristallinen (PKD/PCD) Diamant) oder Hartmetall gefertigt.
Moderne Ziehsteine sind Präzisionswerkzeuge, mit Lochgrößen teils unter 0,01 mm, z. B. für die Feindrahtherstellung für die medizinische Industrie.
Die Geometrie des Ziehsteins hängt von dem zu ziehenden Werkstoff ab: der Rückfederungsgrad des Zieh-Materials bestimmt, um wie viel die Öffnung enger sein muss als das berechnete, gewünschte Fertig-Maß: Wenn das gezogene Gut auffedert, wird es nach dem Ziehen wieder ein wenig größer.
Siehe auch: Durchziehen